# Бочаров Іван Кирилович
Іван Кирилович Бочаров (1918—1991) — молодший сержант Робітничо-селянської Червоної Армії, учасник Другої світової війни, Герой Радянського Союзу (1945).

## Біографія
Іван Бочаров народився 29 жовтня 1918 року у Грозному у робітничій сім'ї. Закінчив школу-семирічку. У 1938—1940 роках проходив службу в Робочо-селянській Червоній Армії. Після демобілізації працював дільничним механіком на Іолотанській машинно-тракторній станції Марійської області Туркменської РСР. У червні 1941 року Бочаров був повторно призваний до армії. З липня 1941 — на фронтах Лругої світової війни. Навесні 1945 року молодший сержант Іван Бочаров командував відділенням 222-го окремого інженерно-саперного батальйону. У тому року вступив до ВКП(б). Відзначився під час форсування Одера.
У ніч із 17 на 18 квітня 1945 року в районі населеного пункту Хоенвутцен за 14 кілометрів на північ від Вріцена Іван Бочаров, незважаючи на масований вогонь супротивника, натягнув трос через Одер і зібрав пором. Здійснив три рейси, переправивши стрілецьку роту та три гармати з розрахунками та боєприпасами. Дії Івана Бочарова сприяли успішному захопленню та утриманню плацдарму на західному березі річки. Зазнав поранення, але поля бою не покинув.
Указом Президії Верховної Ради СРСР від 31 травня 1945 року за «зразкове виконання бойових завдань командування на фронті боротьби з німецько-фашистськими загарбниками та виявлені при цьому мужність і героїзм» молодший сержант Іван Бочаров був удостоєний високого звання Героя Радянського Союзу «Золота Зірка» за номером 6441.
Після закінчення війни Іван Бочаров був демобілізований. Проживав у місті Орджонікідзе (нині Владикавказ), до 1978 року працював у місцевому дорожньо-будівельному управлінні. Помер 15 березня 1991 року, похований на Алеї Слави у Владикавказі.
Був також нагороджений орденами Червоного Прапора (1945) та Вітчизняної війни 1-го ступеня, чотирма орденами Червоної Зірки (17.07.1943, 11.1944, 04.1945, 3.05.1945), а також рядом медалей, зокрема медаллю «За відвагу» (1943).